# Benzonia corymbosa
Benzonia corymbosa är en måreväxtart som beskrevs av Heinrich Christian Friedrich Schumacher. Benzonia corymbosa ingår i släktet Benzonia och familjen måreväxter. Inga underarter finns listade i Catalogue of Life.